# Karl-Heinz Nätscher
Karl-Heinz Nätscher (* 20. August 1936 in Amberg) ist ein deutscher Politiker (CSU), der in Poppenhausen im Ortsteil Kützberg wohnt.
Nätscher besuchte die Volksschule und das Gymnasium und studierte Rechts- und Wirtschaftswissenschaften an der Universität Würzburg mit Abschluss als Diplomkaufmann. Er war in Wirtschaft und Verwaltung tätig, zuletzt als Oberregierungsrat bei der Regierung von Unterfranken.
1960 wurde Nätscher Mitglied der CSU. Er war Kreisvorsitzender der CSU Schweinfurt-Land und Mitglied der Bezirksvorstandschaft. Von 1978 bis 1998 war er Mitglied des Bayerischen Landtags, stets direkt gewählt im Stimmkreis Schweinfurt-Süd.